# Hotel Stadt Leipzig (Dresden)

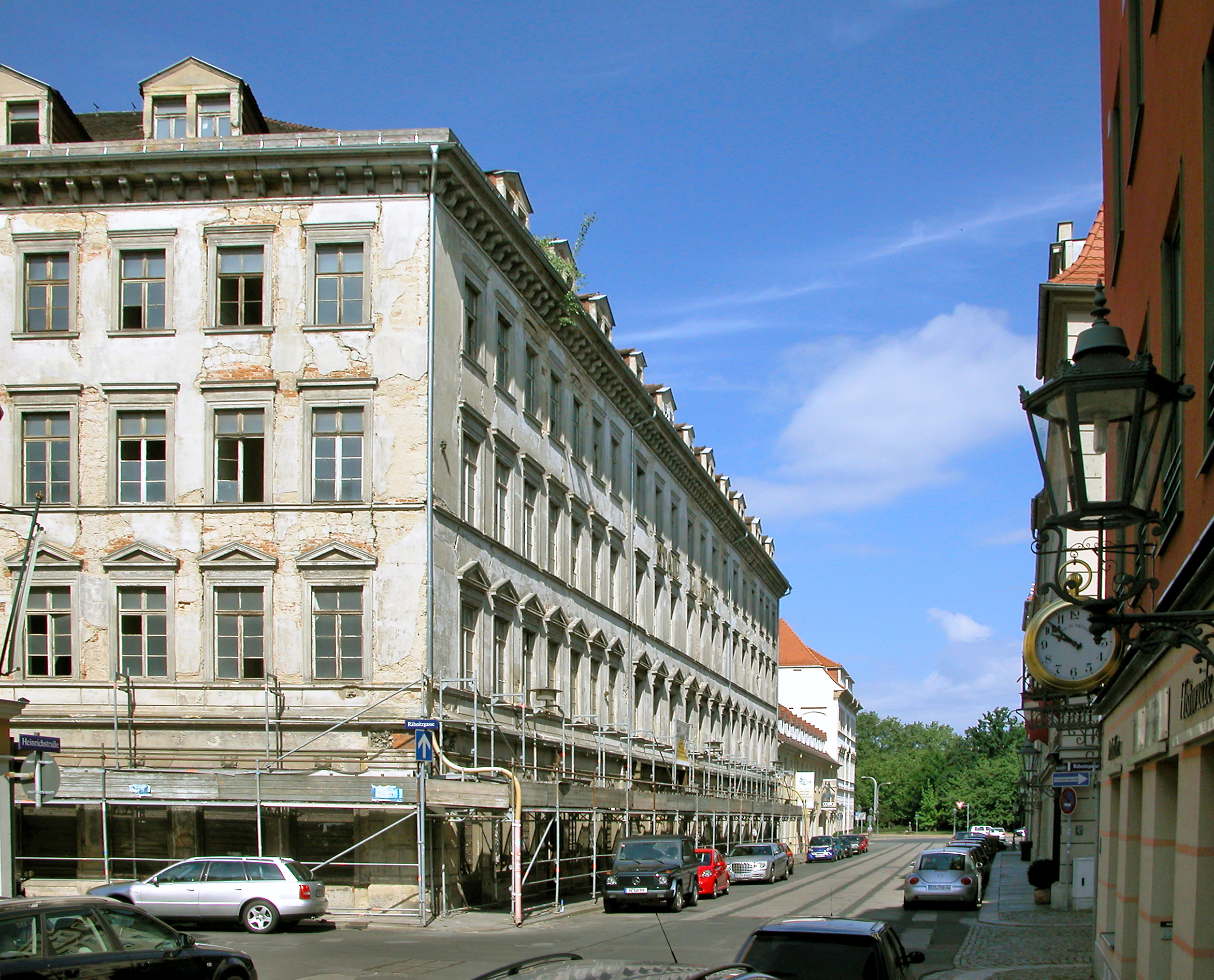
Zustand des Hotels Stadt Leipzig im Verfall (2008)

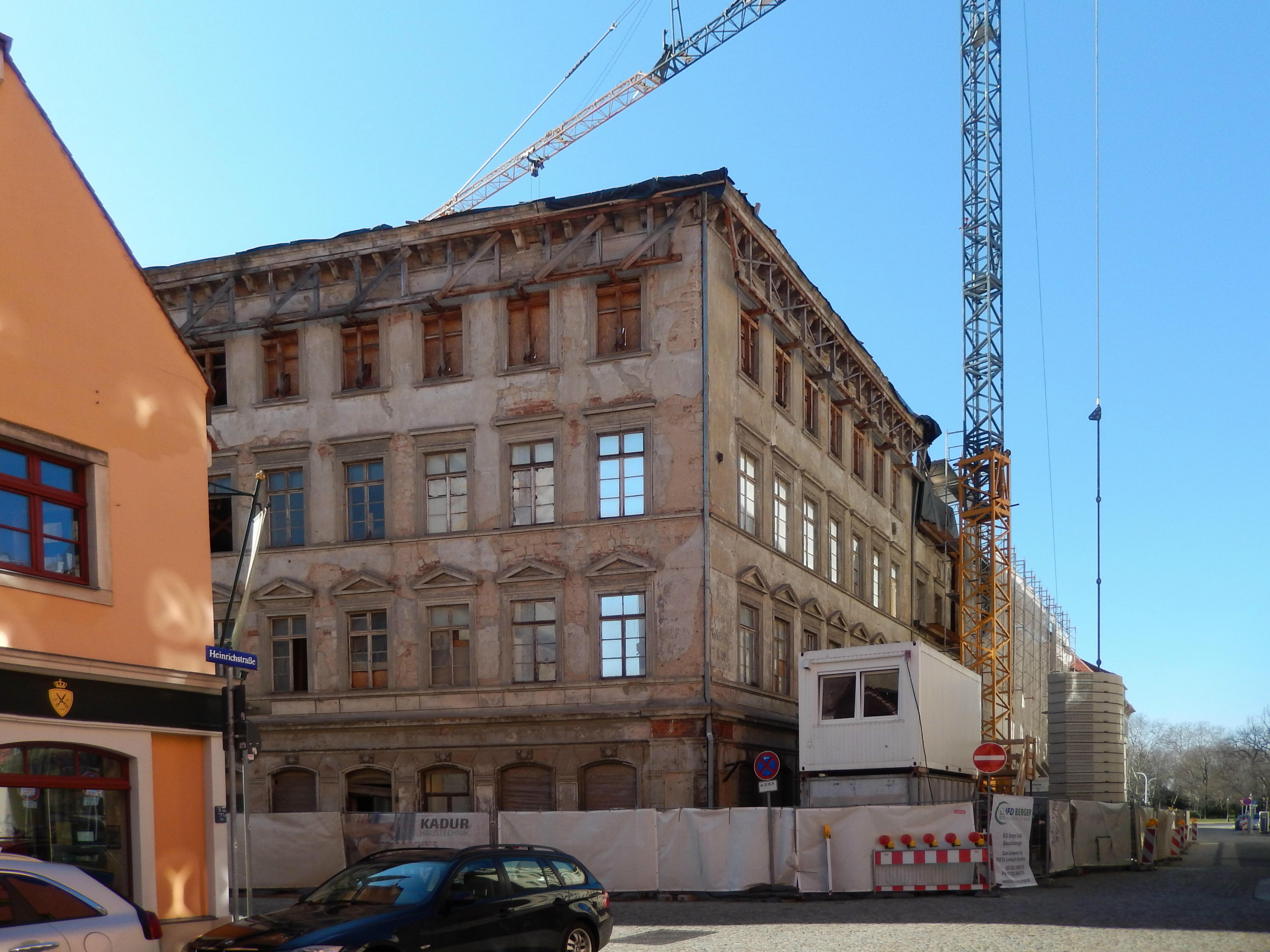
Hotel Stadt Leipzig während der Entkernung (März 2020)

Unter dem Namen Hotel Stadt Leipzig bestand von 1837 bis 1945 in der Dresdner Inneren Neustadt an der Heinrichstraße/Rähnitzgasse ein Hotelgebäude der Neorenaissance Es geht in seinem Kern auf mittelalterliche und barocke Bausubstanz zurück, die ebenfalls als Beherbungsbetrieb genutzt wurde. Obwohl weiterhin so bezeichnet, wurde das Haus, in dem sich inzwischen Wohnungen befanden, 1985 geschlossen und dem Verfall preisgegeben. Nach 1990 war es Gegenstand von Immobilienspekulationen. Erst 2019, über 30 Jahre nach dessen baupolizeilicher Sperrung, begann eine Sanierung, die auf Grund des fortgeschrittenen Verfalls in weiten Teilen nurmehr straßenseitig eine Fassadenrekonstruktion bei vollständig neuer Raumaufteilung im Inneren ermöglicht. 2023 soll diese für das Haus, das mit Nebengebäuden nunmehr den Namen Heinrichhöfe trägt, im Wesentlichen abgeschlossen sein.
Das Hotel Stadt Leipzig steht auf der Liste der Kulturdenkmale in der Inneren Neustadt.

## Geschichte
An der Stelle des späteren „Hotel Stadt Leipzig“ an der Heinrichstraße, Ecke Rähnitzgasse wurde erstmals 1457 ein Gebäude erwähnt. An dessen statt entstand zwischen 1706 und 1716 der Thiermannsche Hof (auch: Thürmannsche Hof), ein barocker Gasthof mit Beherbungsbetrieb, der vor allem durch seine farbliche Außengestaltung auffiel; das Errichtungsdatum wurde durch dendrochronologische Untersuchungen der Deckenbalken auf die Jahre 1706/1707 datiert.
1837 wurde es nach einem Neorenaissance-Umbau als Hotel Stadt Leipzig eröffnet und war durch seine Ausdehnung – 20 Fensterachsen längs der Heinrichstraße, sieben Fensterachsen an der Rähnitzgasse – eines der größten bürgerlichen Bauten der Inneren Neustadt. Das „blockhafte Erscheinungsbild“ des viergeschossigen Gebäudes, so der Kunsthistoriker Stefan Hertzig, wurde durch die sparsame Verwendung von Bauschmuck betont: Lediglich gleichmäßige Fensterverdachungen in den Obergeschossen (Dreiecksgiebel im ersten Obergeschoss, gerade Verdachungen im zweiten und dritten Obergeschoss), die zu Gesimsen zusammengefassten Sohlbänke im ersten und zweiten Obergeschoss sowie ein Konsolengesims am Übergang zum Satteldach wurden als sparsamer Bauschmuck eingesetzt. An der Heinrichstraße war bis zum Beginn des 20. Jahrhunderts als einziger, die Strenge auflockernder Schmuck, ein schmiedeeiserner Balkon vorhanden, der jedoch ersatzlos entfernt wurde. Die denkmalpflegerische Beschreibung beinhaltet u. a. folgende Merkmale: „repräsentativer Neorenaissancebau … breitgelagerte zwanzigachsige Hauptfassade, Erdgeschoss gestalterisch abgesetzt, ansonsten Fenstereinfassungen und Traufgesims als Schmuck, gilt als das älteste in Dresden erhaltene Hotelgebäude …“
Auch das Erdgeschoss mit seinem betonten Gesims zum ersten Obergeschoss hin unterstrich von seinem Äußeren her diese Blockhaftigkeit: In ihm war ab Ende des 19. Jahrhunderts bis 1945 an der Ecke Rähnitzgasse/Heinrichstraße das „Restaurant Alt-Leipzig“ eingerichtet. Zu DDR-Zeiten waren hier HO-Geschäfte für Eisenwaren und Werkzeuge zu finden.
Von den Luftangriffen auf Dresden im Februar 1945 war es, wie auch umliegende Gebäude in der Heinrichstraße und der Rähnitzgasse eher zufällig nicht durch Bomben getroffen und durch einen weiteren glücklichen Zufall durch den Einsatz eines der ganz wenigen überhaupt einsatzfähigen Löschtrupps vor den in der Inneren Neustadt herrschenden Bränden gerettet worden.
Nach 1945 wurde es nicht wieder als Hotel genutzt, sondern dringend benötigter Wohnraum geschaffen. Die markante Aufschrift an der Heinrichstraße Stadt Leipzig blieb jedoch erhalten. Auf Grund des schon damals enormen Sanierungsbedarfes scheiterten andere Nutzungen, die zunehmend untragbaren Zustände, die immer mehr zu Nutzungseinschränkungen und damit auch hier zu immer kleineren Belegungen (Räume in den Obergeschossen wurden auch als Lager genutzt) führten schließlich zur baupolizeilichen Schließung 1985. Der tatsächliche bauliche Zustand blieb jedoch der Öffentlichkeit nahezu unbekannt: Abgesehen von aufwändigen Sicherungs- und Stützgerüsten zeigte sich die solide Bausubstanz noch Jahrzehnte danach als weitgehend äußerlich unversehrt. 

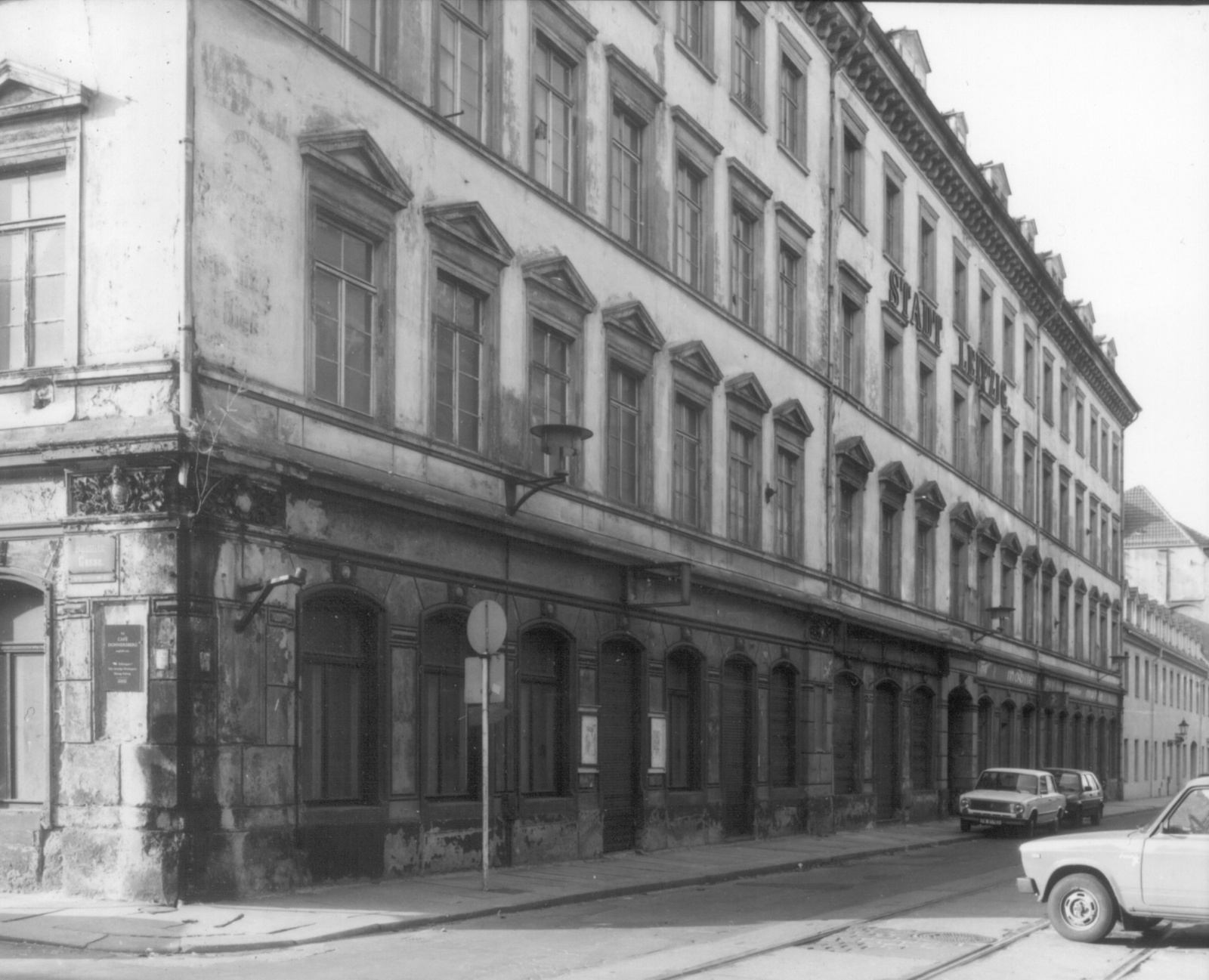
Ansicht 1992

Nach 1990 wurde das Gebäude, wie auch viele andere, zum Spekulationsobjekt, die jedoch hier einen außergewöhnlich langen Verlauf aufzeigte: Nicht umgesetzte Planungen – inzwischen fast 30 Jahre nach dessen Sperrung – beschäftigten zunächst bis 2012 die Öffentlichkeit, als die Hotel Stadt Leipzig Objektgesellschaft, ein Unternehmen des Warschauer Konzerns Griffin Real Estate konkrete Sanierungs- und Zeitvorstellungen vorlegte und für diese 2014 die Baugenehmigung erhielt.
Doch auch jetzt passierte nichts, bis 2018 ein erneuter Besitzerwechsel erfolgte: Zu diesem Zeitpunkt wurde die IIG Projekt-Neustadt GmbH & Co. KG neuer Besitzer, der nunmehr auch ernsthaft die Sanierung betrieb. Dabei kam es zu mehreren gefährdenden, wie ebenso abenteuerlichen Situationen, die der Tatsache geschuldet war, dass die Baugenehmigung von 2014 auf Grund des inzwischen überproportional fortschreitenden Verfalls mit den realen Ausführungsbedingungen kollidierte und die offensichtlich auch von schon 2014 nicht haltbaren Voraussetzungen ausging: Im Grunde wurden nach über 30 Jahren ungebremsten Verfalls vom Hauptgebäude nur die straßenseitigen Fassaden gerettet.
Nach Angaben des Investors sollen ca. 3240 m² Wohnfläche (33 Wohnungen) und ca. 340 m² Gewerbefläche (5 Gewerbeeinheiten) sowie 34 Kfz-Stellplätze entstehen. Vermarktet wird es als Heinrichhöfe. Inwieweit markante, und von Hertzig erwähnte Besonderheiten der Neorenaissance-Bebauung des Areals wiederhergestellt werden können, bleibt nach wie vor offen, bereits jetzt ist allerdings von der mittelalterlichen, wie auch der barocken Bebauung innerhalb des Areals einiges (und auch so nicht bekanntes) wiederhergestellt worden.